# Дејан Огњановић
Дејан Огњановић (Ниш, 30. јануар 1973) српски је књижевник, књижевни критичар и филмски критичар, уредник, преводилац и есејиста. Делује претежно у домену хорор жанра.
Први је у Србији и у региону одбранио докторску дисертацију у целости посвећену хорор жанру – поетици хорора. Важи за водећег познаваоца хорор жанра на Балкану, што у књижевности што у кинематографији.

## Биографија
Живи у Нишкој Бањи, где је завршио основу школу Иван Горан Ковачић (1980—1988). У Нишу је, такође, завршио гимназију Стеван Сремац, смер Инокореспондент-сарадник (1988—1992). Звање дипломираног филолога стекао је на Филозофском факултету у Нишу, где је студирао енглески језик и књижевност.
Постдипломске студије уписао је на истом факултету, на Департману англистике, и све испите положио пре него што је био принуђен да се одазове служењу обавезног војног рока. Додељен му је ВЕС телефонисте, за шта се обучавао од децембра 1998. до марта 1999. године, у касарни на Топчидеру, у Београду. Пре завршене обуке, почетком марта месеца, послат је на територију Косова и Метохије, најпре у Ђаковицу, две недеље касније у Приштину. Тамо је, као преводилац при Команди приштинског корпуса, провео све време НАТО бомбардовања СРЈ. Остатак војног рока одслужио је, такође, при Команди приштинског корпуса, која је измештена у Лесковац.
По завршетку војног рока, Огњановић је почео да ради на Филозофском факултету у Нишу, у звању асистента-приправника, при Департману англистике, на предмету Америчка књижевност. На том радном месту провео је десет година, од 1999. до 2009. године.
У периоду од августа 2003. до јула 2004. године, био је на стручном усавршавању у САД, из области Америчких студија, на Универзитету Калифорнија, у Берклију, као стипендиста Junior Faculty Development Program (JFDP), организације American Councils for International Education (ACIE).
Неслагања са предметном професорком, а уједно и менторком, на Филозофском факултету у Нишу, довели су до тога да Огњановић новембра 2009. године напусти Филозофски факултет.
Огњановић је претходно, ипак, код поменуте предметне професорке магистрирао са темом Готски мотиви у делу Е. А. Поа, у мају 2009. године.
Звање доктора наука Огњановић је стекао на Филолошком факултету Универзитета у Београду, одбранивши докторску дисертацију под насловом Историјска поетика хорор жанра у англо-америчкој књижевности у фебруару 2012. године, под менторством водећег англисте, проф. др Зорана Пауновића.
Огњановић је, заједно са Мичом Дејвисом, у оквиру филмског фестивала Фантазија у Монтреалу 2010. био ко-селектор програма Субверзивна Србија. Био је гост-учесник тог фестивала и, у оквиру њега, лично је представио одабране српске жанровске филмове, у форми предавања о хорору у српској кинематографији. Најавио је свих седам одабраних филмова, учествовао у дискусији са присутним гостима и ауторима неких од филмова. Поврх тога, о пуштеним филмовима је написао текстове који су уврштени у каталог фестивала. На фестивалу, Огњановић је, уједно, дао и неколицину интервјуа, током којих је указао на потенцијале и достигнућа жанровске кинематографије у Србији, што је, скупа, било највеће целокупно представљање српске фантастичне и хорор продукције у иностранству до тада и од тада. Непосредно након тога, написао је и приредио темат о новим српским жанровским филмовима, са нагласком на Српском филму, за престижни светски магазин Rue Morgue, након чега постаје његов стални сарадник.
Центар за научна истраживања Српске академије наука и уметности и Нишки културни центар објавили су крајем 2011. године пети том Енциклопедије Ниша, посвећен култури. На енциклопедији је, током година, радило више од шездесет сарадника. У овој књизи налази се и одредница о Огњановићевом дотадашњем културном раду.

## Књижевно стваралаштво
Књижевно стваралаштво, понајпре писање хорор приповедака и романа, Огњановић сматра својом примарном вокацијом, чему је посвећен од своје 18. године. Прозна дела настала у том периоду своје младости нигде нису објављена, јер их није сматрао задовољавајућим.
Огњановићево прво објављено прозно дело јесте роман Наживо (Просвета, Ниш), објављен 2003. године. Укратко, у роману се приповеда о чудним збивањима у Нишу и Приштини, лета 1995. године, која на индиректан начин одражавају друштвене и психолошке тензије изазване ратом. Роман је објављен док је Огњановић боравио у САД, те је тако намерно лишен промоције, које није било ни након његовог повратка у Србију. Премда скромног тиража, од само три стотине примерака, роман је стекао култни статус и наишао на позитиван одзив код књижевне критике и публике. Роман Наживо је доживео и друго издање, као самиздат (Свен, Ниш) 2010. године, у још три стотине примерака. Сви примерци су одавно распродати и књига се више не може наћи у продаји. У припреми је треће издање.
Свој други роман, Заводник, Огњановић је најпре објавио 2014. године (Свен, Ниш), а потом и 2015. године, у сарадњи са Орфелин издаваштвом из Новог сада. За разлику од Наживо, у Заводнику се у први план постављају елементи фолклора и народних веровања, а радња у целости смешта у готово напуштено село Шпај, у југоисточној Србији. Заводника је Огњановић замислио као роман у којем је, у српском културном кругу, на нов, оригиналан начин, прерађена основна премиса новеле Окретај завртња Хенрија Џејмса, и филмске адаптације те новеле у режији Џека Клејтона, под насловом Невиност, из 1961. године.
Кратке приче Огњановић је објављивао у часописима Градина (Ниш), Улазница (Зрењанин), Политикин забавник (Београд), Балкански књижевни гласник (Београд) и другим, као и у књишким антологијама Градске приче 3: фантастика (Албос, Крушевац, 2008), Алиса у земљи прича: Најлепша остварења са В конкурса за најкраћу кратку причу (Алма, Београд, 2006), Изван коридора - Вранац, Најбоља кратка прича 2010 (Карвер, Подгорица, 2010), Бели шум (Паладин, Београд, 2008), Истините лажи (Паладин, Београд, 2009), Апокалипса јуче, данас, сутра (Паладин, Београд, 2011), Тајанствени путник (НКЦ, Ниш, 2012), У знаку вампира – Мушке приче о крвопијама (Паладин, Београд, 2012), Нова српска приповетка (Паладин, Београд, 2014), ХААРП и друге приче о теоријама завере (Паладин, Београд, 2014) и У врзином колу (Страхор, Београд, 2017).
Године 2021. је објављен роман Проклетије (који се надовезује на неке ликове и дешавања из романа Наживо). Три године касније, 2024, је објавио роман Задушнице.  У припреми је роман Црно дете (преднаставак романа Заводник).

## Филмска и књижевна критика и есејистика на српском језику
Огњановић се филмском критиком професионално бави од 1996. године, када је прве приказе филмова објавио у листу Нишки аналитичар. Недуго затим, почео је сарадњу са студентским, (касније, „академским”) листом Pressing, у којем је, поред редовних приказа филмова, краћих есеја и томе сличног, уредно објављивао текстове у својој рубрици Култ хорор, у периоду од 1997. до 2009. године.
Почетком 21. века, Огњановић почиње да објављује филмске критике и есеје у београдским магазинима FAMA, OK, Evropa, Znak sagite, Polaris и у културним додацима дневних листова Политика, Вечерње новости, Дневник и Данас (Beton). Објављивао је и у лесковачком магазину Think Tank и у културном додатку Култ нишког дневног листа Народне новине.
Огњановићеви прикази књига и филмова могли су се пронаћи и на интернет порталу Popboks, од 2008. до 2009. године, када је портал угашен.
У периоду од 2009. до 2016. године, Огњановић је био заменик главног и одговорног уредника нишког филмског часописа Филаж, где је објавио бројне критике, есеје и интервјуе.
Избор из Огњановићевих филмских критика објављен је у специјалном издању часописа Yu film danas, који је посвећен Нишком филмском критичарском кругу, под насловом Светло са Тврђаве (2010), који је приредио Северин М. Франић.
Огњановићев есеј о жанровском филму у Србији објављен је у двојезичном издању Увођење младости (Youth Rising) 2008. године (Филмски центар Србије), а 2009. године и у специјалном издању интернет магазина КиноКултура бр. 8 на енглеском језику, као Genre Films in Recent Serbian Cinema.
Огњановић је, уједно, повремени сарадник филмске ревије Екран из Словеније.
Огњановић је објављивао радове на теме књижевности и филма, књижевне и филмске критике, у часописима Књижевна историја, Летопис Матице Српске, Philologia, Зборник ФДУ, Philologia Mediana, Поља, Градина, Северни бункер, Плима плус, Улазница и тако даље.

## Филмска и књижевна критика и есејистика на енглеском језику
Огњановићеви радови о филму објављени су у стручним зборницима у САД и Уједињеном Краљевству – у антологији Speaking of Monsters: A Teratological Anthology 2012. године (Palgrave Macmillan) и у Digital Horror: Haunted Technologies, Network Panic and the Found Footage 2015. године (IB Tauris).
Огњановићеви есеји су, у иностранству, објављени и у књигама 100 European Horror Films 2007. године (BFI), 501 Movie Directors 2007. године (Quintet) и 101 Horror Movies, 101 SF Movies, 101 Gangster Movies i 101 War Movies You Must See Before You Die 2009. године (свака у издању ABC Books).
На енглеском језику, Огњановић је 2017. године публиковао књигу The Weird World of H.P. Lovecraft у издању часописа Rue Morgue. Књига је посвећена поетици, значају и медијском животу Хауарда Филипса Лавкрафта.
Од 2010. године, Огњановић је стални сарадник часописа Rue Morgue из Канаде, водећег светског часописа посвећеног хорор жанру. За Rue Morgue је досад писао приказе књига, филмова, чланке и интервјуе. За чланке овог часописа је, у два наврата – 2016. и 2017. године – доспео у најужи избор за престижну жанровску награду Рондо Хатон.
Огњановићеви интервјуи са великанима хорор жанра, попут Кристофера Лија, Стјуарта Гордона, Жаума Балагера, Серђа Стивалетија, објављени су у књизи Horror Movie Heroes у издању часописа Rue Morgue 2014. године.
Приказе књига и филмова на енглеском језику Огњановић је писао и за неколико иностраних интернет страница, од којих већина више није активна – Kung Fu Cult Cinema, Twitch, Beyond Hollywood, Unearthed i Quiet Earth.

## Уредник
Огњановић је, као уредник, приредио критичку антологију најбољих прича Хауарда Филипса Лавкрафта – Некрономикон, најпре, 2008. па и 2012. године у издању сад угашене издавачке куће Everest Media. Некрономикон, поред Лавкрафтових приповедака и новела, садржи општи увод, специјалне уводе у свако књижевно дело, те исцрпне завршне напомене, биографију аутора, његову анотирану библиографију и садржајан поговор.
Као ко-уредник, заједно са Иваном Велисављевићем, Огњановић је радио на зборнику Нови кадрови: скрајнуте вредности српског филма, који је објавила издавачка кућа Clio из Београда, 2008. године. Зборник је посвећен новом сагледавању слабије истраживаних тема, аутора, жанрова и поетике у српској кинематографији.
Огњановић је приредио и темате о америчким писцима Емброузу Бирсу 2008. године (Градина бр. 25), Хауарду Филипсу Лавкрафту 2009. године (Градац бр. 171-172) и Вилијаму Бароузу 2010. године (Градац 173-174). Приредио је, такође, и избор српских прича фантастике 2005. године (Pressing br. 47).
При Орфелин издаваштву, као уредник едиције Поетика страве, Огњановић је приредио критичка издања и антологије изабраних дела Алџернона Блеквуда, Хауарда Филипса Лавкрафта, М. Р. Џејмса, Шеридана Ле Фануа, Ширли Џексон, Артура Макена, Томаса Лиготија, Вилијама Хоупа Хоџсона, Роберта Ејкмана и других, која садрже његове фусноте, напомене, исцрпне поговоре и детаљне биографије и библиографије тих аутора.
У едицији Поетика страве досад је уредио следећа издања:
- А. Блеквуд – Врбе
- Х. Ф. Лавкрафт – Шаптач у тами
- М. Р. Џејмс – Зазвижди и ја ћу ти доћи
- Р. Ејкман – Хладна рука у мојој
- Ш. Џексон – Уклета Кућа на брду
- Ш. Ле Фану – Кармила и друге приче страве
- А. Макен – Велики бог Пан
- Т. Лиготи – Писар таме
- А. Блеквуд – Древна светла
- В. Х. Хоџсон – Глас у ноћи
- Х. Ф. Лавкрафт – У планинама лудила

У припреми су и роман Роланда Топора, Станар, збирка приповедака Роберта Ејкмана Море боје црног вина, роман Хауарда Филипса Лавкрафта Случај Чарлса Декстера Ворда и збирка приповедака Томаса Лиготија Дневник ноћи.
Поред тога, ко-уредник је и књиге Сновита потрага за незнаним Кадатом Х. Ф. Лавкрафта, у издању издавачке куће Макондо. Књига садржи још четири приповетке, такође у Огњановићевом преводу, као и његове опсежне напомене, речник и поговор.

## Поговори
Поред поговора које је написао за књиге у едицији Поетика страве издавачке куће Орфелин из Новог Сада, аутор је поговора и за неколико других књига.
- Чудни случај доктора Џекила и господина Хајда издавачке куће Макондо, нови превод Р. Л. Стивенсоновог класика хорор жанра, садржи детаљан поговор под насловом Странац у сопственој кући.
- У збирци прича Краљ у жутом Роберта В. Чејмберса, издавачке куће Гавран, налази се Огњановићев стручни поговор под насловом Јесте ли видели жути знак.

## Преводилац
Огњановић се активно бави превођењем прозе са енглеског језика, поглавито жанровске прозе. Такође, са српског језика преводи на енглески – синопсисе, филмске сценарије, дијалог листе и сл.
Његови преводи са енглеског језика су, у књишком облику, заступљени у издању Страх – мала антологија хорора из 2004. године (Итака, Београд), у Некрономикону из 2008, 2012. и 2018. године, у збирци приповедака Хауарда Филипса Лавкрафта Шаптач у тами из 2015. године, у збирци приповедака М. Р. Џејмса Зазвижди и ја ћу ти доћи из 2015. године, у збирци приповедака Шеридана Ле Фануа Кармила и друге приче страве из 2015. године, у збирци приповедака Алџернона Блеквуда Древна светла из 2017. године, и у збирци приповедака Вилијама Хоупа Хоџсона Глас у ноћи из 2018. године.
Огњановић је у целости превео следеће књиге: Цртани водич кроз секс из 2005. године (Парамецијум, Београд), роман Ширли Џексон Уклета кућа на брду из 2016. године, збирку приповедака Артура Макена Велики бог Пан из 2017. године, роман Хауарда Филипса Лавкрафта У планинама лудила из 2018. године и роман Сновита потрага за незнаним Кадатом истог аутора, у издању издавачке куће Макондо 2017. године. Преводио је и стрипове цртача Ричарда Корбена (Легло страве: Е. А. По и Легло страве: Х. Ф. Лавкрафт) у издању издавачке куће Darkwood из 2014. године.

## Стрип есејистика
Огњановић активно пише о стрипу. Стални је сарадник издавачке куће Весели четвртак, за коју редовно пише пратеће текстове за серијал књига о Дилану Догу. Његови текстови досад су пропратили преко двадесет њихових књига.
За прву књигу Мартија Мистерије из 2013. године, написао је поговор под насловом С оне стране страве, док је 2016. године, за Библиотеку Загор, за књигу бр. 27, написао поговор под насловом Загор: хорор прича; Елементи хорора у класичним Загоровим авантурама.
Огњановић је, уједно, аутор поговора за стрип албуме издавачке куће Darkwood Алберта Бреће Митови о Ктулуу и Mort Cinder.

## Transcendence
Огњановић је аутор стрипа под насловом Transcendence, који је објављен у САД. На сценарију за стрип заједно су радили Едвард Ли и Џон Пелан, на основу сопствене приповетке. Стрип је објавила издавачка кућа Necro Publications 2003. године, у педесет два тврдокоричена и потписана примерка, и у хиљаду примерака брошираног повеза. Изузев стрипа, на шеснаест страница, и текста приповетке која је адаптирана, ово издање садржи и малу галерију од четири Огњановићева цртежа, невезана за овај стрип.

## The Cult of Ghoul
Огњановић је уредник блога The Cult of Ghoul, посвећеног приказима филмова и књига, најавама домаћих и регионалних догађаја, извештајима са фестивала, објављивању ексклузивних интервјуа и томе слично. Поред хорора, на овом блогу Огњановић пише о књигама и филмовима који, нужно, не припадају хорор жанру – о научној фантастици, фолклорној фантастици и тако даље. Блог је покренут 2009. године, а од тада га је посетило преко пет милиона људи.

## Излагања на научним конференцијама
Огњановић је излагао на следећим научним конференцијама:
- Discovering Our New World, American Studies seminar, у Солуну 2002. године.
- Politics and/in Aesthetics, у Солуну 2002. и у Великом Трнову, у Бугарској, 2005. године.
- Савремене тенденције у настави језика и књижевности, на Филолошком факултету Универзитета у Београду, 2006. године.
- Језик, књижевност, политика, на Филозофском факултету Универзитета у Нишу 2007. године.
- Наш свет, други светови; Антропологија, научна фантастика и културни идентитет на Одељењу за етнологију и антропологију Филозофског факултета Универзитета у Београду, 2009. године.
- Етнос, религија и идентитет: научни скуп у част Душана Бандића, на Одељењу за етнологију и антропологију Филозофског факултета Универзитета у Београду, 2014. године.
- Нарације страха: истраживачки увиди, теоријски проблеми и методолошки изазови, на Институту за етнологију и фолклористику, у Загребу 2017. године.

## Јавни наступи
- У иностранству

Поред промоција књига на којима је радио, као уредник, преводилац или аутор, Огњановић је одржао низ јавних предавања и учествовао у обиљу округлих столова, панела, промоција и предавања на књижевним и филмским фестивалима у земљи и иностранству.
Стални је учесник водећег регионалног жанровског фестивала - „Grossmann festival filma i vina“, који се одржава у Љутомеру, у Словенији. Почев 0д 2007. године, на том фестивалу је одржао низ предавања, промоција и јавних разговора са великанима жанровског филма из земље и света.
Јуна 2009. на фестивалу Краткофил у Бањалуци, Огњановић је одржао предавање под називом Хорор и кратка форма.
Јула 2010. Огњановић је био ко-селектор програма "Subversive Serbia" у оквиру филмског фестивала Fantasia у Монтреалу. Том приликом, лично је представио одабране српске жанровске филмове и одржао предавање о хорору у српском филму. Такође, најавио је свих седам одабраних филмова и водио је разговоре са присутним гостима-ауторима неких од филмова.
На фестивалу „Fantastic Zagreb” у јулу 2011, Огњановић је учествовао на два панела – на тему Где је граница између умјетности и експлоатације, као учесник, а на другом, под насловом Fantastika i horror u ex-Yu: danas i sutra, као модератор.
Септембра 2011. Огњановић је на Slash Film Festival-у у Бечу представио филм Вариола вера и учествовао на округлом столу о субверзији на филму.
На фестивалу „Fantastic Zagreb” 2012. године, Огњановић је учествовао на панел дискусији Зомбији, коју је, том приликом, модерирао Вања Вашцарац, ко-директор програма. Осим Огњановића, на панелу су учествовали и хрватски редитељ Кристијан Милић и хрватска антрополошкиња Ана Рајнер.
У Задру, децембра 2014. године, Огњановић је у оквиру манифестације "SF Week" одржао предавање под називом: Вечити Лавкрафт.
Средином јуна 2018. Огњановић је гостовао на регионалном фестивалу фантастике Refesticon у Бијелом Пољу, где је одржао предавање под насловом Средњи век као инспирација у хорор филму и, као уредник, промовисао едицију Поетика страве издавачке куће Орфелин из Новог Сада.
- У Србији

Огњановић је чест учесник Фестивала српског филма фантастике и Фестивала фантастичне књижевности: Арт-Анима, као и манифестације Беокон. Био је и вишеструки гост Фестивала фантастике у Зајечару, а два пута је гостовао и на Хризантема фестивалу хорор и фантастичног филма у Суботици. Одржао је једно предавање и на првом Фестивалу фантастике у Нишу.
У београдском Дому омладине, у пролеће 2008. године, Огњановић је одржао серију предавања о хорор жанру, под заједничким насловом Увод у ужас. У Дому омладине је, такође, 2009. године, одржао серију од три предавања под називом Класични хорор писци на филму.
Марта 2009. године, Огњановић је одржао предавање Готик Едгара А. Поа у Римској дворани Библиотеке града Београда.
У оквиру Београдског сајма књига 2009. године, Огњановић је учествовао на округлом столу о Детективима немогућег као и на панелу посвећеном Џејмију Делану.
На фестивалу „Cinema city” у Новом Саду 2010. Огњановић је учествовао на округлом столу под називом Експлицитне сцене насиља у служби филмског огледала.
У фебруару 2011. године, у Малој сали Нишког културног центра, Огњановић је одржао предавање о америчком књижевнику Вилијаму Бароузу.
Огњановић је у Смедереву, 2011. године, водио трибину посвећену уметничком изразу редитеља Ђорђа Кадијевића.
У оквиру манифестације Дан Вилијама Бароуза 9. новембра 2012. године у Дому омладине Београда, одржана је трибина под називом Вилијам Бароуз међу Србима. Осим Огњановића, на трибини су учествовали Дејан Илић и Дејан Д. Марковић. Трибину је модерирао Предраг Аздејковић.
У Трибинској сали Дома омладине у Београду, 12. октобра 2012. године, Огњановић је говорио о феномену Новог француског хорора.
На Сајму књига у Београду 2012. године, Огњановић је, у програму Драшка Рогановића, одржао предавање под називом Слике неисказивог: Лавкрафт у стрипу.
У биоскопу Купина у Нишу, у марту 2013. године, Огњановић је одржао предавање под насловом Едгар Алан По: отац модерног хорора, у оквиру серије интерактивних књижевних вечери.
На Tolkin-fest-у 2015. Огњановић је учествовао на трибини Књижевност на маргини: хорор и научна фантастика. Осим Огњановића, на трибини су учествовали и др Новица Петровић и др Марко Пишев, док су модераторке биле Марија Станојевић и Марија Милосављевић.
У дому културе Студентски град, у Београду, у марту 2017. године, Огњановић је учествовао на трибини под називом Страшно женско у хорору: књижевност и филм. Том приликом, говорио је и Младен Милосављевић, а трибину је модерирала Марија Станојевић.
У клубу Љубимац у Београду, Огњановић је у новембру 2017. године одржао предавање под називом Томас Лиготи – Писање у тами.
На регионалној књижевној манифестацији Book Talk 2017 у Новом Саду, Огњановић је учествовао на округлом столу под називом Мотив вампира у савременој регионалној књижевности. Округли сто је модерирао Драгољуб Игрошанац, а учесници су, поред Огњановића, били књижевник и преводилац Горан Скробоња, Давор Шишовић и Владимир Кривошејев.
У Дому омладине Београда, Огњановић је у мају 2017. године учествовао на трибини Берни Рајтсон и хорор у стрипу. На трибини је говорио и Горан Скробоња. Трибину је модерирао Милан Јовановић.
Огњановић је у октобру 2017, у оквиру округлог стола Смисао филмске критике, на Међународној колонији филмске критике у Нишу, одржао предавање под називом Филмска критика на блогу – лични угао (The Cult of Ghoul).
У Нишу, у јулу 2018. године, Огњановић је учествовао у разговору о роману Лузитанија Дејана Атанацковића, добитника НИН-ове награде за најбољи роман у 2017. години, у Малој сали Нишког културног центра.

## Публикације
- Фаустовски екран: ђаво на филму (Светозар Марковић, Зајечар) из 2006. године – Студија о приказивању фигуре Ђавола на филму, од самих зачетака филмске уметности до данашњег дана.
- У брдима, хорори: српски филм страве (Нишки културни центар, Ниш) из 2007. године – Пионирска студија о елементима хорор жанра у српској кинематографији.
- Студија страве (Мали Немо, Панчево) из 2008. године – Збирка есеја о хорор жанру, који су претходно објављивани у стручној периодици.
- Поетика хорора (Орфелин издаваштво, Нови Сад) из 2014. године – Прерађена верзија докторске дисертације о историјској поетици хорор жанра у англо-америчкој књижевности од средине XVIII до XX века.
- Више од истине: Кадијевић о Кадијевићу (Орфелин издаваштво, Нови Сад) из 2017. године – Књига разговора са великаном српске кинематографије, редитељем Ђорђем Кадијевићем.

## Награде
Огњановић је добитник неколико награда. У неколико наврата је био номинован за престижне књижевне и жанровске награде.
- 2004. године − Прва награда за књижевну критику (Градина, Ниш)
- 2005. године – Трећа награда за есеј (Улазница, Зрењанин)
- 2006. године − Прва награда за есеј (Улазница, Зрењанин)
- 2006. године – Награда на конкурсу за необјављену есејистичку књигу за едицију Исток-Запад (Зајечар).[45]
- 2015. године – Номинован за НИН-ову награду за роман Заводник, шири избор.[46]
- 2015. године – Номинован за награду Никола Милошевић за књигу Поетика хорора, најужи избор.[47]
- 2016. и 2017. године – Номинован за престижну жанровску награду Рондо Хатон за своје текстове у часопису Rue Morgue.[48]
- 2024. године — Роман Задушнице је био у ужем избору за НИН-ову награду[49]